# Hans Esmeijer
J.J.W. (Hans) Esmeijer (Rotterdam, 2 april 1946) is een Nederlands politicus van het CDA.
Van 1969 tot 1984 was hij docent op diverse scholen, met name in Apeldoorn, waarbij hij onder meer les gaf in de vakken Nederlands, geschiedenis, aardrijkskunde en maatschappijleer. In 1984 werd hij adjunct-directeur van de Christelijke MTS in Apeldoorn. Vanaf 1990 was Esmeijer lid van de Centrale Directie van het Pascal College in Apeldoorn en in 1996 werd hij daar algemeen directeur en van 1997 tot 1999 was hij voorzitter van het College van Bestuur van het ROC Pascal Randmeer Onderwijsgroep.
Daarnaast was hij ook politiek actief. In 1988 werd hij lid van de Provinciale Staten van Gelderland en van 1999 tot april 2011 was hij daar gedeputeerde. In juni 2011 werd hij voorzitter van het Gelders Genootschap, een vereniging van Gelderse gemeenten en een drietal Noord-Limburgse gemeenten die adviseert op het gebied van ruimtelijke kwaliteit.
Op 1 oktober 2011 werd hij waarnemend burgemeester van Apeldoorn als opvolger van Fred de Graaf, die voorzitter was geworden van de Eerste Kamer. Van 10 tot 29 maart 2012 bestuurde Esmeijer Apeldoorn zonder wethouders. Die traden af na de affaire met het grondbedrijf van de gemeente. Eind maart was er een nieuw college, met deels dezelfde wethouders.
Op 24 mei 2012 werd Esmeijer opgevolgd door John Berends.
Hans Esmeijer is voorzitter van het bestuur van de stichting museum Villa Mondriaan te Winterswijk en vice voorzitter van de raad van toezicht van Het Gelders Orkest te Arnhem. Tot 2017 was Esmeijer voorzitter van de raad van toezicht van de Veluwse Onderwijs Groep te Apeldoorn, voorzitter van de raad van commissarissen van de Inclusief Groep NV te Nunspeet  en onafhankelijk voorzitter van de adviescommissie culturele subsidies gemeente Arnhem. Andere functies die hij eerder heeft bekleed zijn: voorzitter van de Bestuurlijke Regiegroep Sociaal Domein van 12 samenwerkende gemeenten in de regio Arnhem, voorzitter programmaraad stichting Kennisnet te Zoetermeer, lid van de adviesraad van Kunstvereniging Diepenheim, lid van het bestuur stichting Ondernemingsfonds gemeente Apeldoorn, lid van de adviesraad van het jaarlijkse 'international short film festival, Go Short' te Nijmegen. Esmeijer is sinds 2012 ambassadeur van Stichting Sobibor te Amsterdam.